# Kreuz Chemnitz
Het Kreuz Chemnitz is een knooppunt in de Duitse deelstaat Sachsen aan de noordwestkant van de stad Chemnitz.

Op dit klaverbladknooppunt, dat één fly-over heeft, kruist de A72 (Hof-Leipzig) de A4 (Bad Hersfeld-Poolse grens).

## Geografie
Het knooppunt ligt aan de noordwestkant van de stad Chemnitz. Nabijgelegen stadsdelen zijn Röhrsdorf, Kändler, Rabenstein en Rottluff. Het knooppunt ligt ongeveer 5 km ten noordwesten van het centrum van Chemnitz en ongeveer 60 km ten zuidoosten van Leipzig.

## Geschiedenis
Het knooppunt werd oorspronkelijk in 1939 gebouwd als trompetaansluiting. In 1952 en 1953 werd het als racecircuit gebruikt. Om de voorgenomen verlenging van de A72 richting Leipzig mogelijk te maken werd ten oosten van het oude knooppunt een nieuw klaverbladknooppunt gebouwd. Dit nieuwe knooppunt werd eind 2001 geopend voor het verkeer. Op 14 november 2006 toen de rijbanen richting Leipzig werden opgeleverd, werd ook het knooppunt volledig in gebruik genomen en werd de Dreieck Chemnitz hernoemd in Kreuz Chemnitz. Van het oude knooppunt zijn alleen de oost-west-rijbanen nog steeds in gebruik.

## Historische namen
Historische namen voor het knooppunt waren Zwickauer Abzweig, Abzweig Plauen en Abzweig Karl-Marx-Stadt.

## Rijstroken
Nabij het knooppunt heeft de A 4 2×3 rijstroken en de A 72 heeft er 2×2 rijstroken. De verbindingsbogen Hof-Dresden en Dresden-Hof hebben ieder 2 rijstroken. Alle andere verbindingsboggen hebben één rijstrook.

## Verkeersintensiteiten
In 2010 werd het knooppunt dagelijks door ongeveer 110.000 voertuigen gebruikt.
| Van                        | Naar                        | Gemiddeld aantal voertuigen pet dag |
| -------------------------- | --------------------------- | ----------------------------------- |
| AS Limbach-Oberfrohna (A4) | AK Chemnitz                 | 38.400                              |
| AK Chemnitz                | AS Chemnitz-Mitte (A4)      | 85.900                              |
| AS Chemnitz-Rottluff (A72) | AK Chemnitz                 | 71.800                              |
| AK Chemnitz                | AS Chemnitz-Röhrsdorf (A72) | 23.400                              |

## Richtingen knooppunt
| Aansluitende wegen     | Aansluitende wegen                        | Aansluitende wegen                       | Aansluitende wegen | Aansluitende wegen |
| ---------------------- | ----------------------------------------- | ---------------------------------------- | ------------------ | ------------------ |
| richting Leipzig       |                                           |                                          |                    |                    |
|                        |                                           |                                          |                    |                    |
| richting Gera / Erfurt | richting Chemnitz-Mitte / Dresden Görlitz |                                          |                    |                    |
|                        |                                           |                                          |                    |                    |
|                        |                                           | richting Chemnitz-Rottluff Zwickau / Hof |                    |                    |